# Yasuhiro Nomoto
Yasuhiro Nomoto (野本 安啓 Nomoto Yasuhiro?, nacido el 25 de junio de 1983 en Niigata, Niigata) es un exfutbolista japonés. Jugaba de defensa y su último club fue el Blaublitz Akita de Japón.

## Trayectoria

### Clubes
| Club                     | País     | Año         |
| ------------------------ | -------- | ----------- |
| JEF United Ichihara      | Japón    | 2002 - 2004 |
| Albirex Niigata Singapur | Singapur | 2005        |
| Consadole Sapporo        | Japón    | 2006        |
| New Wave Kitakyushu      | Japón    | 2006        |
| Fagiano Okayama          | Japón    | 2006 - 2011 |
| V-Varen Nagasaki         | Japón    | 2011        |
| Blaublitz Akita          | Japón    | 2012        |

## Estadística de carrera

### J. League
| Club                | Año   | J. League | J. League | Copa J. League | Copa J. League | Total | Total |
| Club                | Año   | Part.     | Goles     | Part.          | Goles          | Part. | Goles |
| ------------------- | ----- | --------- | --------- | -------------- | -------------- | ----- | ----- |
| JEF United Ichihara | 2002  | 0         | 0         | 0              | 0              | 0     | 0     |
| JEF United Ichihara | 2003  | 0         | 0         | 0              | 0              | 0     | 0     |
| JEF United Ichihara | 2004  | 0         | 0         | 0              | 0              | 0     | 0     |
| Consadole Sapporo   | 2006  | 0         | 0         | -              | -              | 0     | 0     |
| Fagiano Okayama     | 2009  | 29        | 0         | -              | -              | 29    | 0     |
| Fagiano Okayama     | 2010  | 12        | 0         | -              | -              | 12    | 0     |
| Fagiano Okayama     | 2011  | 0         | 0         | -              | -              | 0     | 0     |
| Total               | Total | 41        | 0         | 0              | 0              | 41    | 0     |